# VfL 1905 Zwickau
Der VfL 1905 Zwickau war ein Fußballverein aus der sächsischen Stadt Zwickau. Er qualifizierte sich zweimal für die Endrunde der mitteldeutschen Fußballmeisterschaft.

## Geschichte
Der VfL 1905 Zwickau entstand 1919 aus einer Fusion des FC Olympia 1905 Zwickau mit Wettin 1905 Zwickau. Olympia Zwickau spielte mit Gründung der erstklassigen Gauliga Westsachsen seitens des Verbandes Mitteldeutscher Ballspiel-Vereine (VMBV) in dieser Spielklasse. Im Januar 1915 schloss sich der FC Sturm Zwickau dem FC Olympia an. In der Spielzeit 1917/18 bildete der Verein zusammen mit dem Zwickauer SC eine Kriegsspielgemeinschaft (KSG). Diese KSG konnte die Gaumeisterschaft Westsachsens gewinnen und qualifizierte sich dadurch für die mitteldeutsche Fußballendrunde, bei der sie nach einer 2:3-Niederlage nach Verlängerung gegen den SV Teutonia 1901 Chemnitz bereits in der ersten Spielrunde ausschieden.
Nach der Fusion 1919 spielte der VfL 1905 Zwickau zunächst zweitklassig, die Qualifikation für die neu eingeführte Kreisliga Westsachsen wurde verpasst. Am 11. April 1920 wurde der Sportpark am Schwanenschloss eingeweiht. Erst zur Spielzeit 1922/23 gelang der Aufstieg in die oberste Spielklasse. In der Folgesaison wurden die Kreisligen wieder abgeschafft und es traten erneut die Gauligen als erste Ligen in Erscheinung. 1925/26 gelang der größte Erfolg für den Verein, mit einem Punkt Vorsprung vor dem VfB Glauchau wurde der VfL Zwickau Gaumeister Westsachsen und qualifizierte sich für die mitteldeutsche Fußballmeisterschaft. Das Erstrundenspiel am 7. März 1926 gegen den FC Viktoria Lauter wurde mit 2:1 gewonnen, Lauter legte jedoch Protest gegen die Spielwertung ein, so dass das Spiel in der zweiten Runde wiederholt wurde. Doch auch das am 14. März 1926 stattgefundene Wiederholungsspiel gewann Zwickau, dieses Mal sogar deutlich mit 7:1. Im Viertelfinale wartete dann mit dem Dresdner SC einer der stärksten Vereine im Verband. Erwartungsgemäß verlor Zwickau dieses Viertelfinalspiel am 21. März 1926 gegen den späteren mitteldeutschen Fußballmeister mit 1:8. Die weiteren Spielzeiten verblieb der Verein in der oberen Tabellenregion der Gauliga Westsachsen ohne die Meisterschaft noch einmal zu gewinnen. Der Lokalrivalen Zwickauer SC konnte aber überwiegend hinter sich gelassen werden.
Im Zuge der Gleichschaltung wurde der VMBV und demzufolge auch die Gauliga Westsachsen wenige Monate nach der Machtübernahme der Nationalsozialisten im Jahre 1933 aufgelöst. Die Vereine aus diesem Gau wurden in den Fußballgau Sachsen eingeordnet. Nur die zwei bestplatzierten Vereine aus Westsachsen 1932/33 erhielten einen Startplatz für die erstklassige Gauliga Sachsen. Mit Platz 5 verpasste der VfL 1905 Zwickau die Qualifikation und spielte fortan in der zweitklassigen Fußball-Bezirksklasse Plauen-Zwickau. 1940/41 konnte die Bezirksklasse gewonnen werden, der Verein verpasste aber durch den vierten Tabellenrang in der Aufstiegsrunde  zur Gauliga Sachsen 1941/42 den Aufstieg in die oberste Spielklasse. Durch die Erweiterung der Teilnehmerzahl zur Gauliga Sachsen 1944/45 spielte der VfL Zwickau dann doch noch erstklassig, wobei der Spielbetrieb nach wenigen Spieltagen kriegsbedingt abgebrochen wurde.
1945 wurde der VfL 1905 Zwickau aufgelöst. Inoffizieller Nachfolger war die SG Zwickau-Nord. Großteile der Sportgemeinschaft schlossen sich im Jahr 1949 mit Spielern von Aktivist Zwickau sowie der SG Zwickau-Mitte zur ZSG Horch Zwickau zusammen.

## Bekannte Spieler
- Heinz Satrapa

## Erfolge
- Gaumeister Westsachsen: 1917/18 (als KSG Zwickauer SC/Olympia Zwickau), 1925/26
- Teilnahme an der mitteldeutschen Fußballmeisterschaft: 1917/18 (1. Runde), 1925/26 (Viertelfinale)